# نوستار

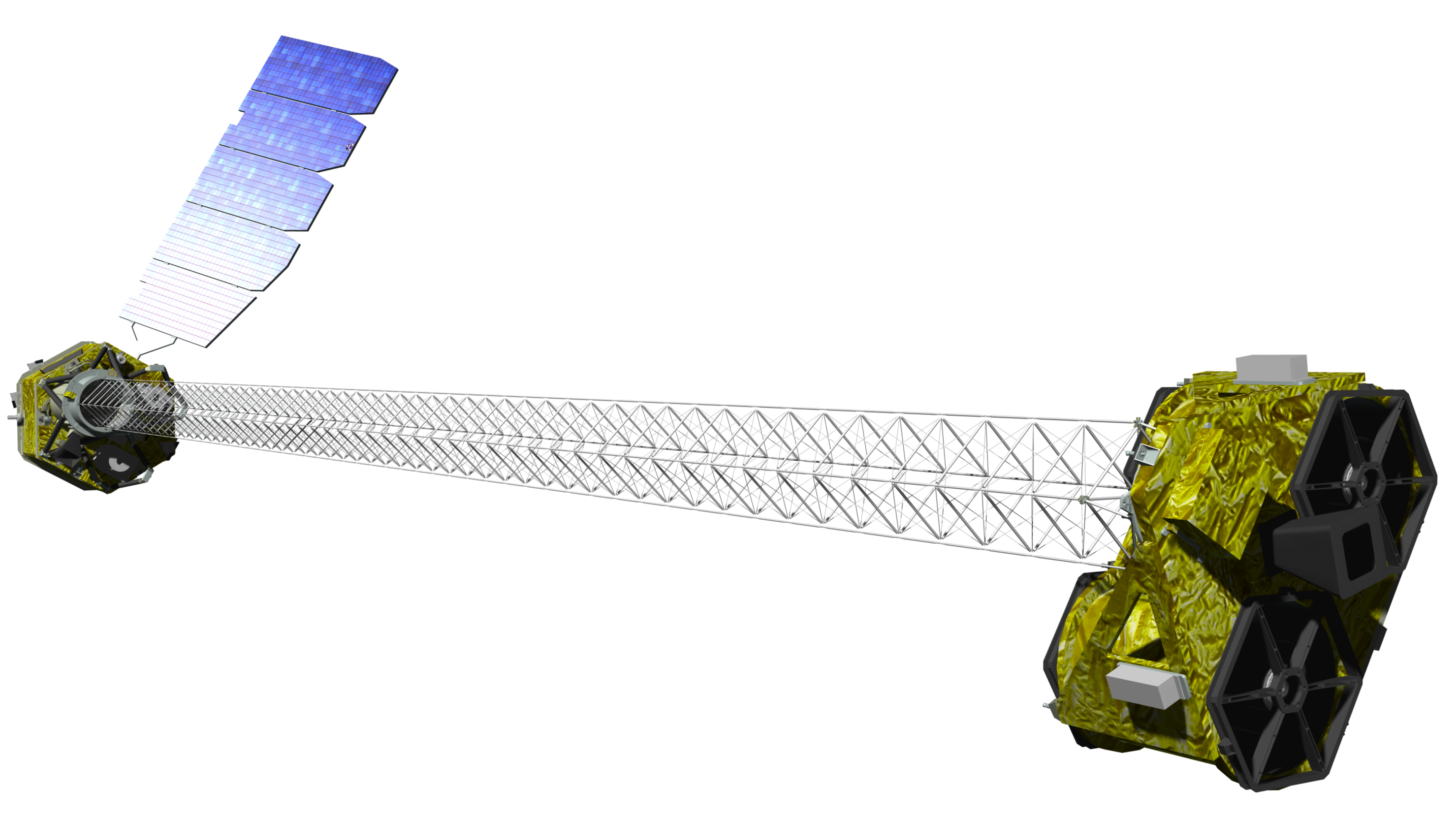
صورة تخيلية لتلسكوب نوستار للاشعة السينية في مداره.

نوستار (بالإنجليزية: NuStar ) هو مقراب أشعة سينية فضائي سوف يستخدم كمقراب بطريقة ولتر لتركيز أشعة سينية عالية الطاقة من مصادر فيزيائية فلكية بشكل خاص للتحليل الطيفي النووي Nuclear spectroscopy. وسيعمل على تجميع أشعة يبلغ طاقتها من 3 إلى 80 كيلو الكترون فولت وتكوين صورة منها. نوستار هو المهمة الحادية عشرة ضمن برنامج ناسا (SMEX-11) للتلسكوبات الفضائية وهو أول تلسكوب فضائي يستخدم للتصوير المباشر للأشعة السينية عند طاقات تتجاوز الطاقات التي قام بها مرصد شاندرا الفضائي للأشعة السينية و التلسكوب الفضائي إكس إم إم – نيوتن بقياسها . أطلق بنجاح في 13/06/2012 بعد أن تأجل الإطلاق في 21/03/2012 بسبب مسائل متعلقة ببرمجيات مركبة الإطلاق.
تتمثل أهداف نوستار الأولية في إجراء مسح عميق لثقوب سوداء ذات كتلة أكبر بلايين المرات من كتلة الشمس ، وفهم كيفية تسريع الجسيمات إلى سرعات قريبة من سرعة الضوء في نواة مجرة نشطة ؛ وفهم كيفية تشكل العناصر في انفجار النجوم الثقيلة وذلك بتصوير بقاياها والتي تسمى بقايا مستعر أعظم.

## بنية التلسكوب

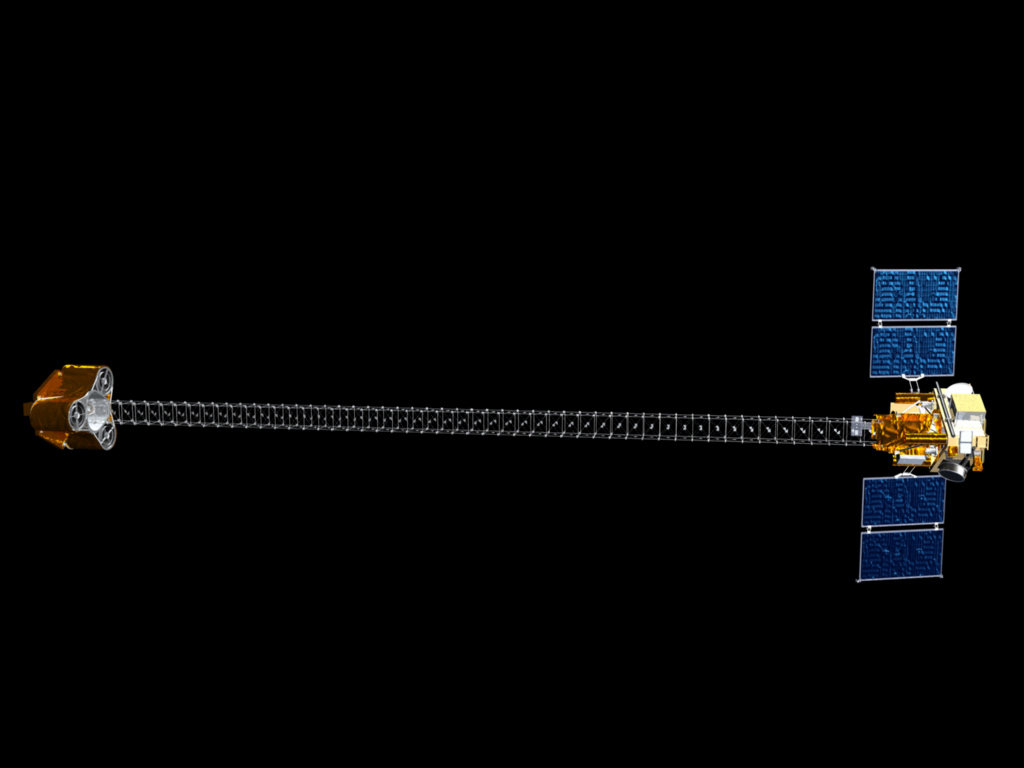
التصميم الأصلي لتلسكوب نوستار NuSTAR (ثلاثة تلسكوبات بدلا من تلسكوبين إلى اليسار ؛ إلى اليمين القمر الصناعي الحامل لأجهزة الطاقة والأجهزة الطيفية و المحسات).

يزن التلسكوب نوستار 360 كيلوجرام قامت ببنائه مؤسسة أوربيتال ساينس (مؤسسة العلوم المدارية) ، وطبقت في تصنيعة طريقة القمر الصناعي الخاص باستكشاف تطور المجرات GALEX. يتكون نوستار من تلسكوبين لأشعة إكس (التصميم الأصلي كان لثلاثة تلسكوبات) ملتحمان جانبيا وموجهان في نفس الاتجاه ؛ التلسكوبان في شكل سداسي . تتولد الطاقة الكهربية لتشغيلهما ولإقامة الاتصالات مع المراكز الأرضية عن طريق ألواح شمسية .
التلسكوبان لأشعة إكس يعملان بطريقة تلسكوب ولتر الخاص بتجميع الأشعة السينية وتكوين صورة منها، مثلما تتعامل التلسكوبات المعتادة مع الأشعة الضوئية. تتجمع أشعة إكس المنعكسة على مرايا معدنية في نقطة على بعد 10 متر من التلسكوبين . لهذا يمتد ذراع من التلسكوبين طوله 10 امتار ليمسك بالقمر الصناعي وعليه ثلاثة محسات للأشعة السينية من تلوريد الكادميوم والزنك CdZnTe، حساسة لاشعة إكس. يستطيع التلسكوب استقبال وتجميع أشعة إكس ذات طاقة أعلى من 10 كيلو إلكترون فولط ( 10 keV ) . ولا تحتاج محسات أشعة إكس لتبريد، ولها قدرة عالية على تحليل طيف الأشعة السينية، وتكوين صورة واضحة للجرم السماوي المصدر لها.

## أهم نتائجه العلمية

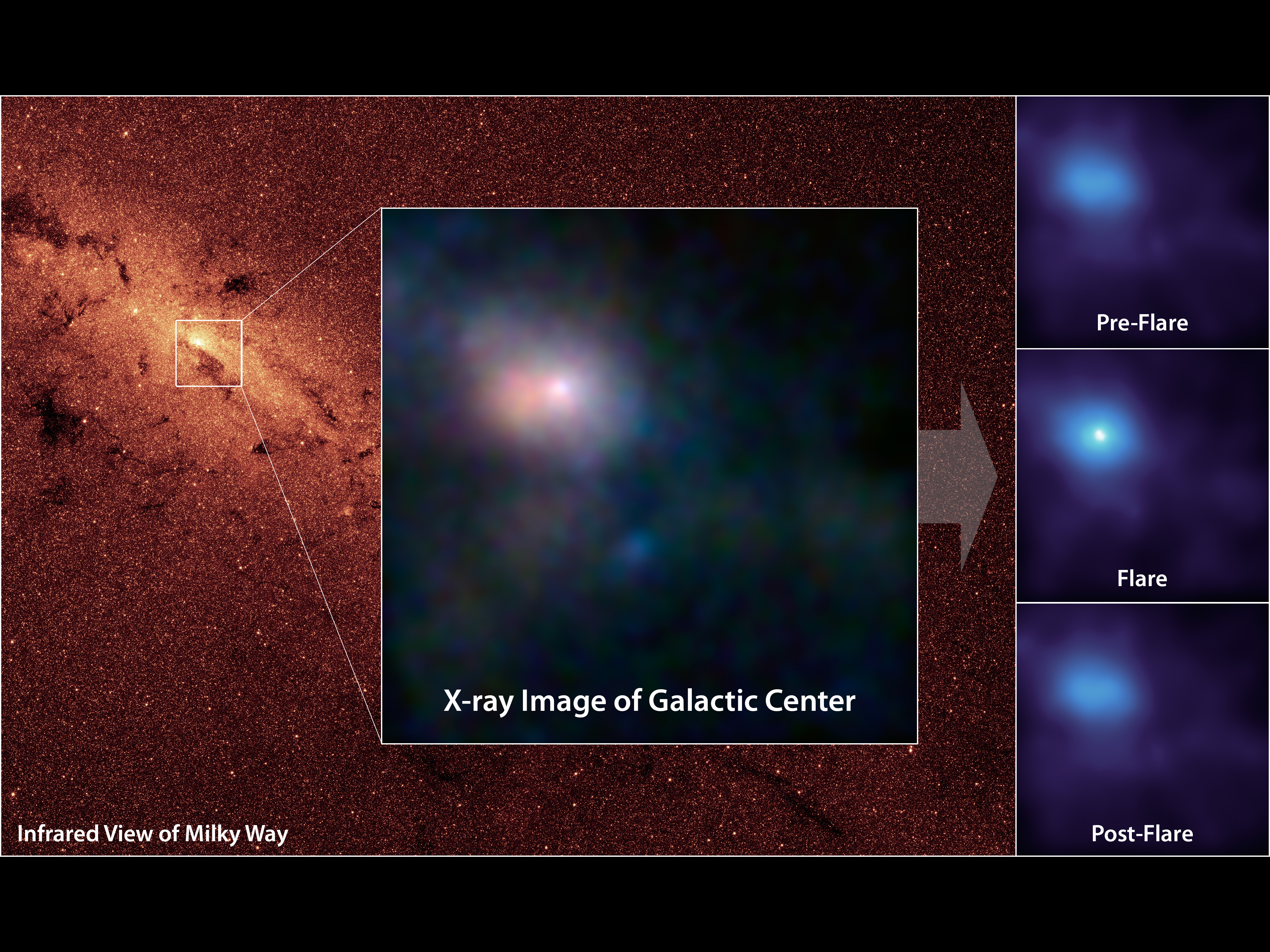
هذه هي أول صور يلتقطها نوستار للثقب الأسود في مركز مجرتنا ، والصور الثلاثة إلى اليمين ملقوطة للأشعة السينية عالية الطاقة : قبل التهيج (فوق)، أثناء التهيج (وسط) ، وبعد التهيج (أسفل).

حقق التلسكوب الفضائي لقياس الأشعة السينية وأشعة جاما أنه بنفسه تقنية علمية جديدة، وقد فتح الطريق لبعض الاكتشافات الجديدة في مختلف نطاقات البحث العلمي الفلكي منذ إطلاقه. 

### قياس دوران ثقوب سوداء حول محورها
في فبراير 2013 أفصحت ناسا أن بتطابق صور نوستار وصور الأشعة السينية التي سجلها التلسكوب الفضائي اXMM-Newton فهي تبين سويا معدل دوران ثقب أسود فائق الكتلة في مركز مجرة NGC 1365.
|                                                              |  | |
| ثقب أسود له هالة تنتج أشعة إكس, (صورة تخيلية لأحد الباحثين). |  | تغبش X-rays بالقرب من ثقب أسود(NuSTAR; 12 August 2014). (برتقالي) وبعد إزالة التغبش (أزرق). المحور الرأسي يبين درجة اللمعان ، والمحور الأفقي يبين طاقة الأشعة. |

## نتائج أخرى
في عام 2017 كان تلسكوب نوستار مشتركا مع التلسكوب الفضائي XMM-Newton في اكتشاف رياحا نجمية فائقة السرعة صادرة من ثقب أسود فائق الكتلة. وصلت سرعة تلك الرياح نحو ربع سرعة الضوء وأظهرت تأثيرا في سلوكها مع أشعة إكس، التي تنتجها مادة تنصب في الثقب الأسود.

## اقرأ أيضاً
- ناسا
- علم الفلك للأشعة السينية
- تلسكوب فضائي
- تلسكوب ولتر
- تلسكوب شاندرا الفضائي للأشعة السينية